# Футболна конфедерация на Океания
Футболната конфедерация на Океания (на английски: Oceania Football Confederation), съкратено ФКО или ОФК (OFC), е футболната конфедерация на страните от Океания.
Основана е на 15 ноември 1966 г. Седалището ѝ се намира в Окланд, Нова Зеландия.
Организацията осъществява управление и контрол над футболните структури на страните в региона. До 2006 г. Австралия също е член на организацията.

## Настоящи страни-членки
- Американска Самоа
- Вануату
- Кирибати*
- Острови Кук
- Ниуе*
- Нова Зеландия
- Нова Каледония
- Папуа Нова Гвинея
- Самоа
- Соломонови острови
- Тонга
- Тувалу*
- Фиджи
- Френска Полинезия

*. Асоцииран член на ФКО, но не е член на ФИФА.

## Бивши страни-членки
- Австралия (1966–2006); присъединява се към АФК през 2006 г.

## Участия в световни първенства
Последна актуализация: 26 юли 2021

- Австралия - 3
- Нова Зеландия - 2